# Trois croix (Locoal-Mendon)
Les Trois croix sont trois monuments situés à Locoal-Mendon, dans le Morbihan, en Bretagne, en France.

## Situation
Les Trois croix sont un ensemble de trois croix de chemin érigées sur le territoire de la commune de Locoal-Mendon, sur la route reliant le bourg de Mendon au lieu-dit du Moustoir, près du lieu-dit Mané-Hello, à un carrefour.
Les deux premières croix sont situées légèrement avant le carrefour, sur le bas-côté, et sont recouvertes par la végétation. La troisième, directement sur le carrefour, est la plus visible.

## Description
Il s'agit de trois croix monolithes en granite.
La première croix est une croix pattée, sans plus d'ornement. La deuxième est une croix trèflée comportant une figuration du Christ. La troisième est une croix portant une sculpture naïve du Christ, montée sur un piédestal.

## Protection
Les Trois croix sont inscrites au titre des monuments historiques depuis le 20 mars 1935.

## Alentours
Le site protégé est parfois confondu avec un autre site proche inscrit comme monument historique : la croix du Moustoir. Cet ensemble de lec'hs, dont l'un est christianisé, est situé au centre du village du Moustoir.
Une publication de mai 2011 de la commune de Locoal-Mendon mentionne qu'« une des deux stèles classées monument historique a disparu depuis peu », sans préciser de quelle stèle, ni de quel site, il s'agit. On peut remarquer que la première stèle n'est plus là depuis une vingtaine d'années.